# 엘 프리빌레히오 데 아마르
《엘 프리빌레히오 데 아마르》(스페인어: El privilegio de amar)는 1998년부터 1999년까지 방영된 멕시코의 텔레노벨라이다.